# Kloster Fürstenfeld

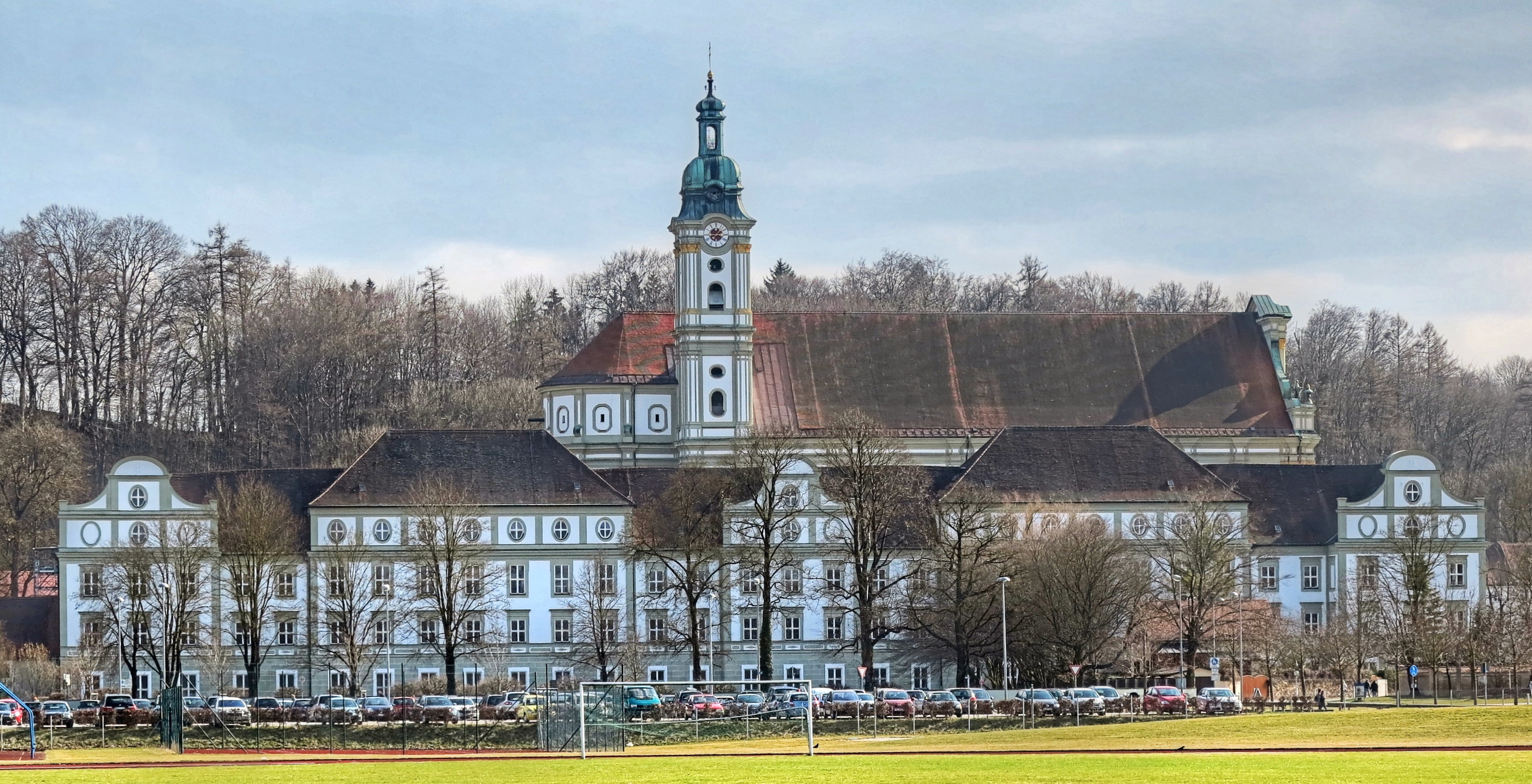
Seitenansicht des Klosters

Das Kloster Fürstenfeld (lateinisch Monasterium Campus-Principis) ist eine ehemalige Zisterzienserabtei in Fürstenfeldbruck in Bayern in der Erzdiözese München und Freising.
Es liegt etwa 25 Kilometer westlich der Landeshauptstadt München. Das frühere Kloster war eines der ehemaligen Hausklöster der Wittelsbacher. Die Klosterkirche St. Maria gilt als ein Hauptwerk des süddeutschen Spätbarock. Unmittelbar südlich über dem Kloster liegt auf einem Sporn eines eiszeitlichen Moränenzuges der hochmittelalterliche Burgstall Engelsberg. Diese Burg war vermutlich ein welfischer Ministerialensitz, der später vom Kloster aufgekauft und zerstört wurde.

## Geschichte

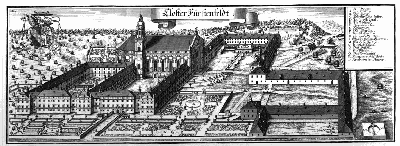
Kupferstich von Michael Wening in Topographia Bavariae um 1700

Das Kloster wurde 1263 von Herzog Ludwig II., dem Strengen nach zwei vorübergehenden Gründungsversuchen in Thal bei Großhöhenrain und Olching gestiftet, als Sühne für die unrechtmäßige Hinrichtung seiner ersten Frau Maria von Brabant. Der Sohn Ludwigs II. aus dritter Ehe, Kaiser Ludwig der Bayer, stattete das Kloster mit zahlreichen Privilegien aus, nachdem es vor der Schlacht bei Mühldorf am 28. September 1322 die Boten von Ludwigs Habsburger Thronrivalen Friedrich dem Schönen abgefangen hatte, wodurch das Kloster zum Sieg des Bayern und zur Verhaftung Friedrichs beigetragen hatte. 1347 starb der Kaiser unweit des Klosters auf der Bärenjagd in Puch.
Unter Vorsitz des Abtes von Cîteaux wurden 1595 in Fürstenfeld Grundlagen für Ordensreformen erarbeitet, die bis in das 18. Jahrhundert gelten sollten. Im Dreißigjährigen Krieg (1632/1633) wurde das Kloster durch die Truppen von König Gustav II. Adolf von Schweden geplündert, der Konvent flüchtete unter anderem nach München. Dort gehörten zwei Mönche zu den Geiseln des schwedischen Königs. Ab 1640 ging es mit dem Kloster wieder bergauf. Unter Abt Martin Dallmayr verdoppelte sich die Anzahl der Mönche, die Ordensdisziplin wurde erneuert und die wirtschaftliche Grundlage für den barocken Neubau geschaffen.
1691 fand die Grundsteinlegung der barocken Klosteranlage statt. Mit der Ausführung wurde der Münchner Hofbaumeister Giovanni Antonio Viscardi beauftragt.

## Kirche Mariä Himmelfahrt
Die Bauausführung im Bereich der Kirche, die erst nach dem Spanischen Erbfolgekrieg richtig einsetzen konnte, besorgte nach Viscardis Tod 1713 Johann Georg Ettenhofer. Ob er einige Änderungen an Viscardis Plänen einbrachte oder diese noch von Viscardi selbst festgelegt worden waren, ist ungeklärt. 1723 war der Chor vollendet, 1741 wurde die Kirche geweiht, die weitere Ausstattung zog sich bis gegen 1780 hin.
Zahlreiche erstrangige Künstler waren an der Ausstattung beteiligt, so Cosmas Damian Asam, der die Deckenfresken malte und die Brüder Jacopo und Francesco Appiani. Von Egid Quirin Asam stammen die mittleren Seitenaltäre, wohl auch der Entwurf zum Hochaltar. Die Fürstenfelder Klosterkirche folgt dem Typus der süddeutschen Wandpfeilerkirche in der Nachfolge von St. Michael in München und der Studienkirche Mariä Himmelfahrt in Dillingen a. d. Donau. Die Besonderheit sind umlaufende Emporengänge oberhalb des Hauptgebälks (das sich bei einheimischen Baumeistern meist auf den Pfeilerkopf beschränkt, in diesem Fall aber, wie bei italienischen Meistern üblich, durchläuft). Dazu kommen eingehängte Emporen über der Attikazone in Höhe der Gewölbe. Beeindruckend sind Höhe und Weite des Kirchenraums, der trotz der langen Bau- und Ausstattungsperiode sehr einheitlich wirkt.

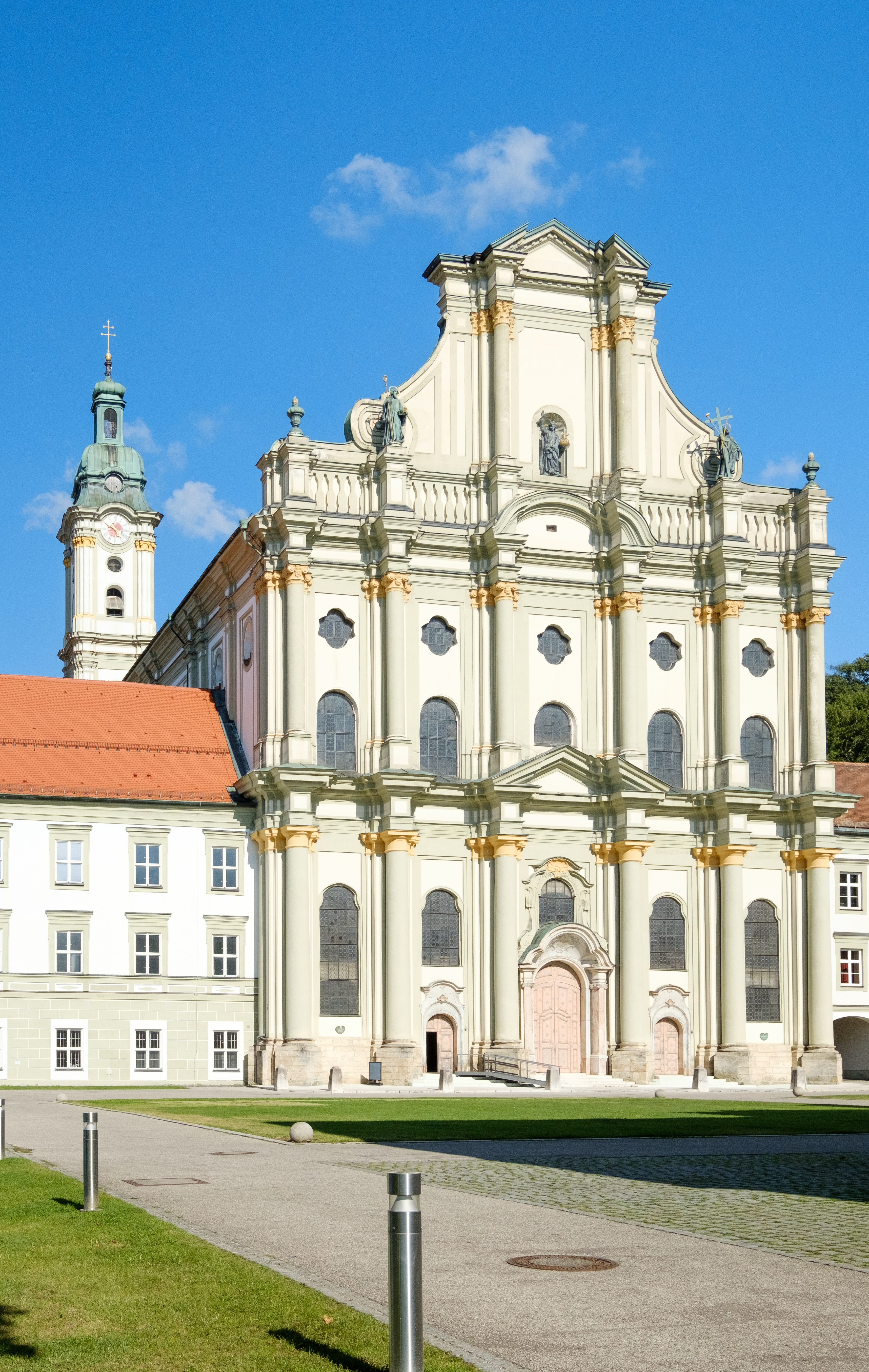
St. Mariä Himmelfahrt
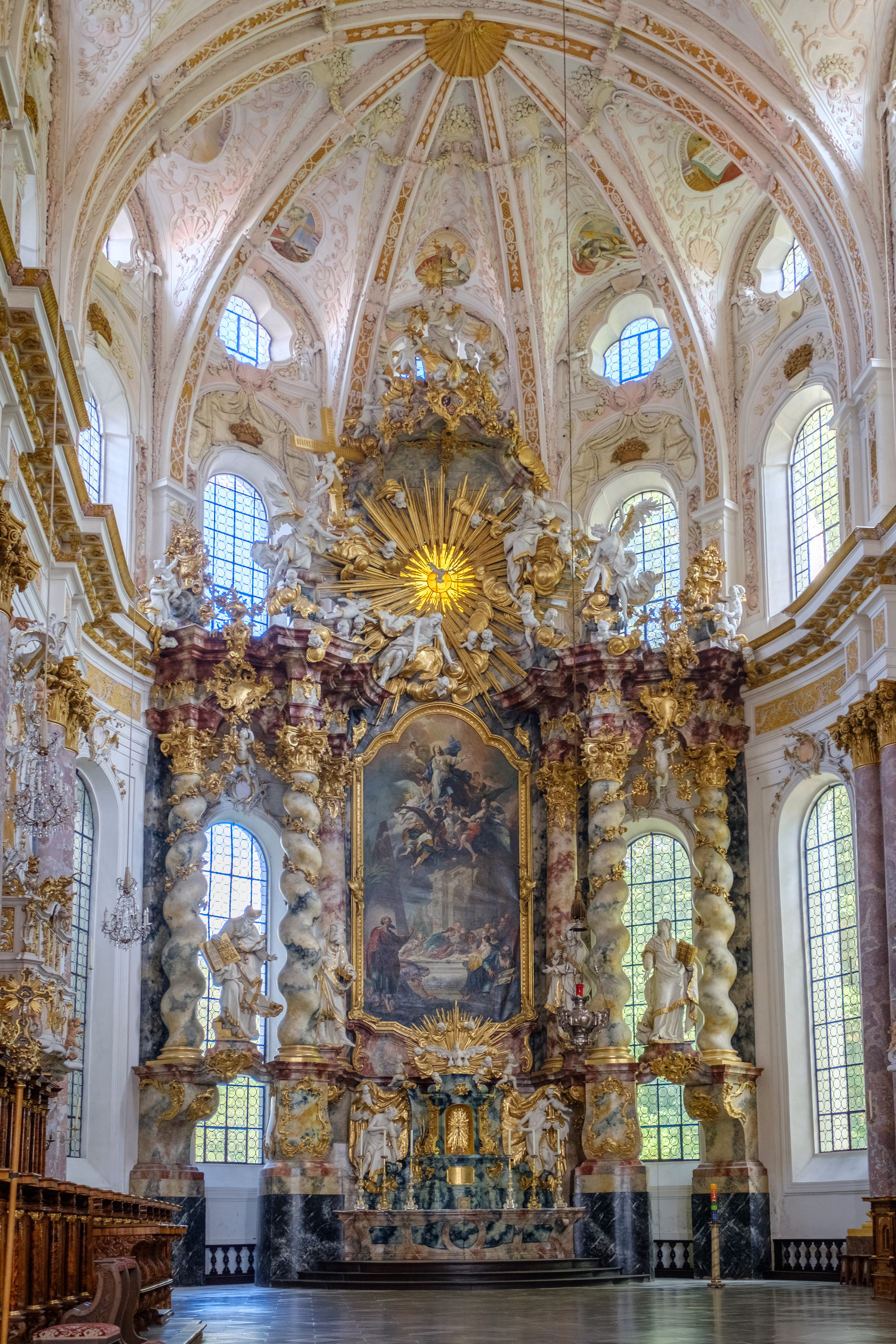
Hochaltar

## Kloster
Im Konventbau des Klosters, das gerne als „bayerischer Escorial“ bezeichnet wird, entstand auf Geheiß des Kurfürsten Maximilian II. Emanuel eine Raumfolge mit bedeutenden Fresken von Hans Georg Asam und Stuck von Pietro Francesco Appiani. Der fast 9 m hohe, 12 m breite und 27,5 m lange Churfürstensaal im Westtrakt, der sich über zwei Geschosse erstreckt, mit Fresken von Hans Georg Asam und einer Stuckdekoration von Giovanni Nicolò Perti aus der Zeit um 1696 wurde 1860 durch Abschlagen der Deckenfresken und des Deckenstucks beeinträchtigt und durch Einziehen einer Zwischendecke im Raumgefüge zerstört; zwischen 2007 und 2010 erfolgte die rekonstruierende Wiederherstellung, jedoch ohne die Decke.
1803 ging das Kloster Fürstenfeld aufgrund der allgemeinen Säkularisation in Privatbesitz über. Neuer Besitzer wurde der böhmische Tuchfabrikant Ignaz Leitenberger. Der Naturforscher Karl von Moll pachtete zur Unterbringung seiner Sammlungen einige Räume. Die Einwohner von Bruck retteten die Kirche vor dem Abbruch. 1816 ging die Klosterkirche in den Besitz des bayerischen Königs Maximilian I. über und diente ab diesem Zeitpunkt als Landhofkirche des königlichen Hauses.
1817 wurde das gesamte Kloster vom bayerischen Feldmarschall Carl Philipp von Wrede zurückgekauft, und ein Jahr später wurde eine Militärinvalidenanstalt in den früheren Konventgebäuden eröffnet. 1828 wurde ein Gebetssaal für Protestanten im ehemaligen Kapitelsaal eingerichtet. 1866 wurde das Klostergebäude teilweise durch ein Feuer im Trakt südlich der Klosterkirche, der zu dieser Zeit als Krankenhaus genutzt wurde, zerstört. Zwischen 1848 und 1921 wurde das Klostergebäude zu militärischen Zwecken genutzt (z. B. Standort verschiedener Infanterie- und Kavallerieabteilungen und als Kriegsspital für deutsche Soldaten und ausländische Kriegsgefangene im und nach dem Ersten Weltkrieg). Der Friedhof der Militärinvalidenanstalt am Kloster wurde 1918 reaktiviert, um die verstorbenen Kriegsgefangenen beizusetzen. Nach dem Zweiten Weltkrieg wurden dort verstorbene „Displaced Persons“ zugebettet, so dass heute auf der Kriegsgräberstätte Kriegsgefangenenfriedhof am Kloster Fürstenfeld 274 Opfer von Krieg und Gewaltherrschaft ruhen.
Nach 1918 ging der Ökonomietrakt in den Besitz des Wittelsbacher Ausgleichsfonds über, der ihn 1923 dem Kloster Ettal verpachtete. Ab 1921 wurden die Klostergebäude als Landesschülerheim genutzt. Von 1924 bis 1975 waren verschiedene Einrichtungen der Polizeiinstitutionen wie Polizeihaupt-, Schutzpolizei-, Landpolizeischule im Kloster zuhause, ab 1975 der Fachbereich Polizei der Bayerischen Beamtenfachhochschule (heute Hochschule für den öffentlichen Dienst in Bayern). 1979 erwarb die Stadt Fürstenfeldbruck den Ökonomietrakt des Klosters und begann 1987 mit Umbauten. 1991 eröffnete der erste Teil des heutigen Museum Fürstenfeldbruck und bis 2001 wurden die Bauten zu einem neuen Kulturzentrum für die Bürger des Landkreises Fürstenfeldbruck ausgebaut.

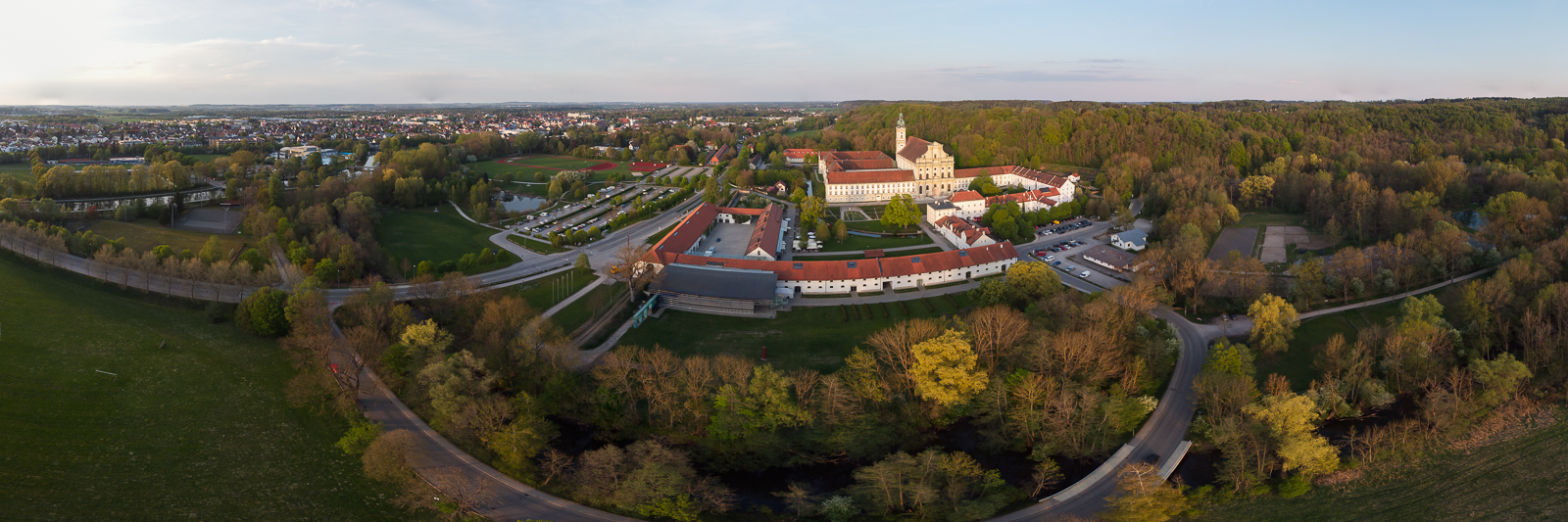
Kloster Fürstenfeld bei Sonnenuntergang – sphärisches Luftbildpanorama aus 21 Einzelaufnahmen

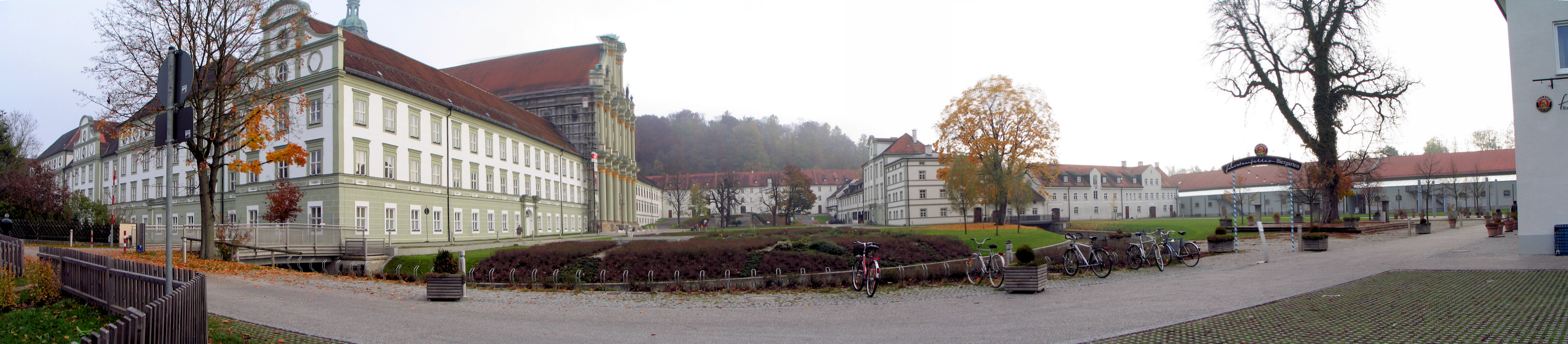
Kloster Fürstenfeld – Panorama
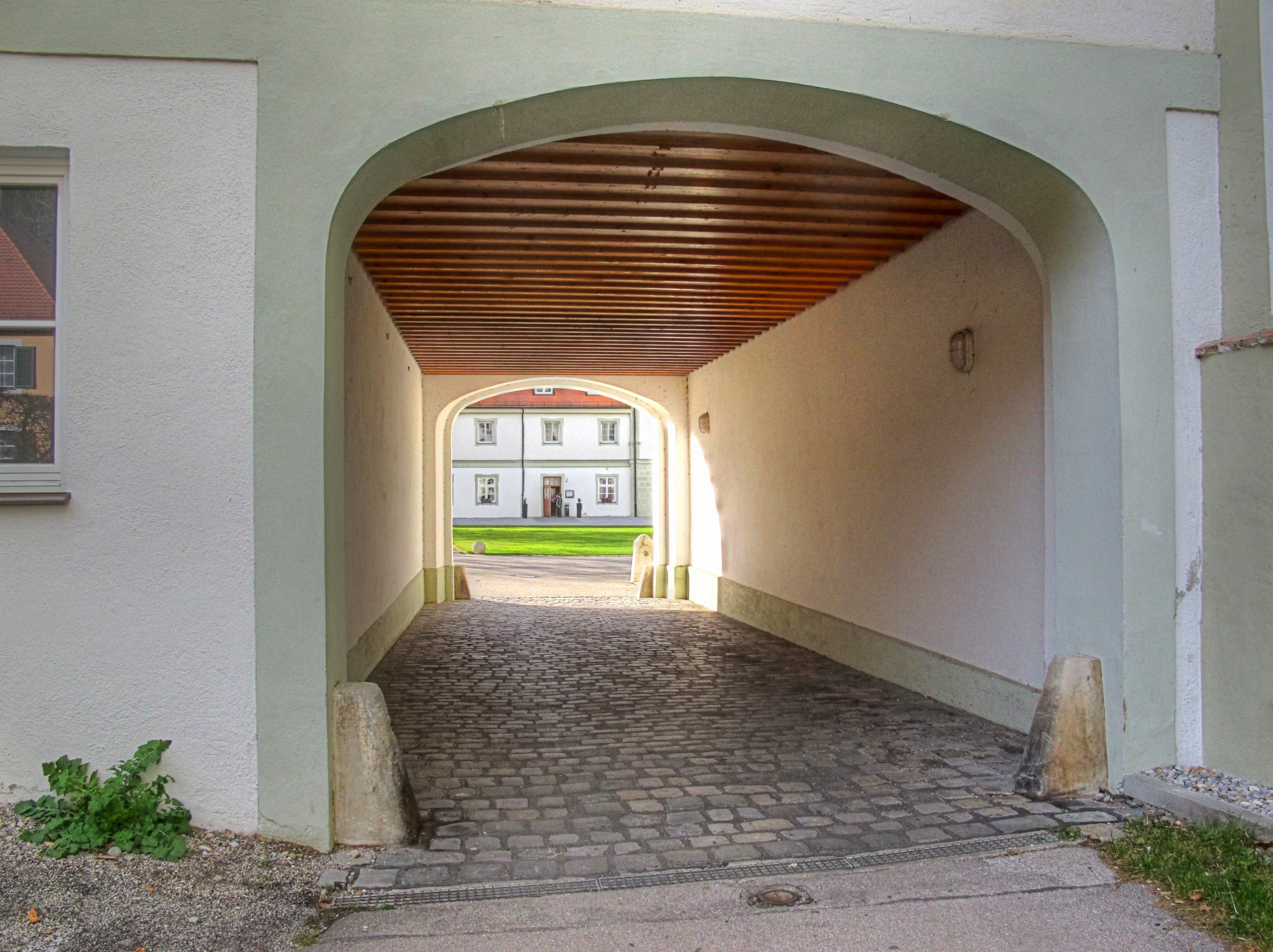
Passage zum Klosterhof
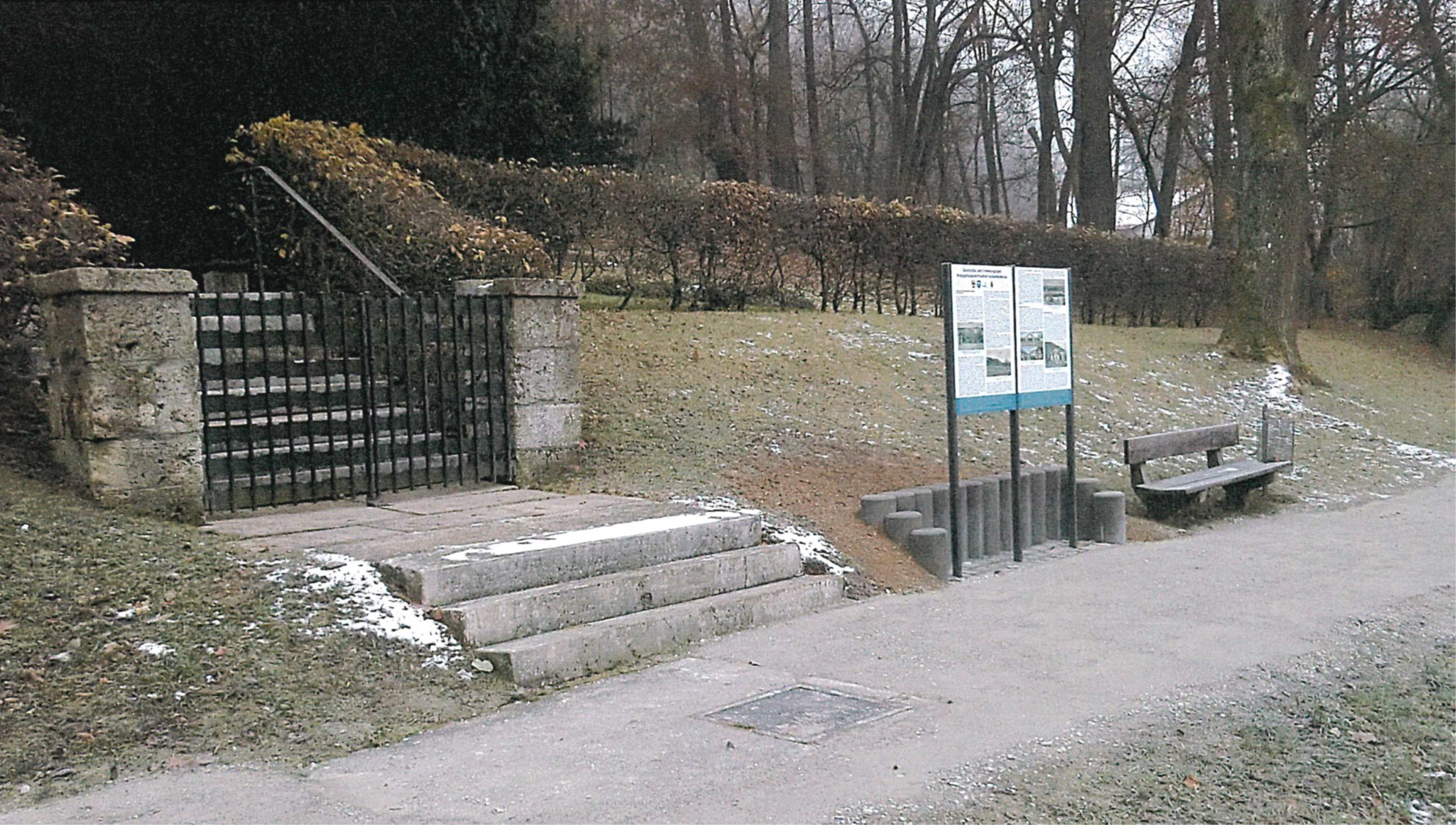
Kriegsgefangenenfriedhof am Kloster Fürstenfeld

## Liste der Äbte
Quelle
1. 1261–1270 Anselm
2. 1270–1274 Albert
3. 1274–1278 Eberhard
4. 1278–1284 Hermann
5. 1284–1314 Volkmar
6. 1314–1324 Heinrich
7. 1324–1344 Werner
8. 1344–1362 Johann I. Vischhauser
9. 1362–1387 Conrad
10. 1387–1403 Otto
11. 1403–1413 Johann II. Mindl
12. 1413–1432 Johann III. Fuchs
13. 1432–1451 Andreas, erhielt 1441 die Pontifikalien
14. 1451–1454 Paul Herzmann
15. 1454–1457 Michael I. Pistorius
16. 1457–1467 Ulrich
17. 1467–1480 Jodok
18. 1480–1496 Leonhard I. Eggenhofer (Eggendorfer), gestorben 22. September 1496
19. 1496–1502 Abt Michael II., resignierte 1502, gestorben 11. Mai 1503
20. 1502–1505 Abt Peter (Petrus), resignierte 1505, gestorben 2. Dezember 1511
21. 1505–1513 Abt Johannes IV. Scharb, gestorben 27. August 1513
22. 1513–1522 Abt Kaspar (Casparus) Harder, gestorben 26. März 1522
23. 1522–1531 Abt Georg I. Menhard, wurde 1531 durch eine Intrige zur Resignation gezwungen, gestorben 30. Dezember 1538
24. 1539–1547 Johannes V. Albrecht Pistor, zunächst 1531–1538 als Administrator, seit 1539 als Abt, 1547 zur Niederlegung seines Amtes gezwungen, formelle Resignation erst 1552, gestorben 14. Februar 1554

1547–1552 Michael Kain als Administrator, wegen finanzieller Unregelmäßigkeiten am 13. Januar 1552 abgesetzt und auf Befehl des Herzogs von Bayern gefangen genommen und im Kloster Aldersbach festgesetzt, gestorben 1563.
1552–1555 Stephan Dorfpeck seit dem 11. Mai 1552 als weltlicher Administrator, gestorben 10. Juli 1561 in Abensberg
1. 1556–1565 Abt Leonhard II. (Lienhard) Paumann (Baumann), zunächst 1555–1556 als Administrator, seit dem 16. April 1556 als 25. Abt von Fürstenfeld, gestorben 15. Dezember 1565. Nahm vom 27. Juni bis 2. Juli 1558 an der Synode in Glatz (polnisch Kłodzko) teil, auf der im Auftrag des Glatzer Pfandherrn Ernst von Bayern die Konfession der anwesenden Geistlichen mit einem umfangreichen Fragenkatalog erfasst werden sollte. Zusammen mit Abt Johannes Cressavicus verfasste er den Bericht über den Glaubenszustand der Geistlichen im Glatzer Dekanat.[5]
2. 1566–1595 Abt Leonhard III. Treuttwein, gestorben 7. Juli 1595
3. 1595–1610 Abt Johann(es) IV. Puel, gestorben 26. Mai 1610
4. 1610–1623 Abt Sebastian Thoma, gestorben 3. November 1623
5. 1624–1632 Abt Leonhard(us) IV. Lechner, gestorben 24. Juli 1632.
6. 1633–1640 Abt Georg(ius) II. Echter (Aechter), resignierte am 4. Februar 1640, gestorben 13. September 1641
7. 1640–1690 Abt Martin Dallmayr (Dallmayer), gestorben 22. April 1690
8. 1690–1705 Abt Balduin Helm, resignierte am 29. Mai 1705, gestorben 8. Mai 1720
9. 1705–1714 Abt Casimir Kramer, gestorben 18. Juni 1714
10. 1714–1734 Abt Liebhard(us) Kellerer, gestorben 4. September 1734
11. 1734–1744 Abt Konstantin Haut, gestorben 26. Dezember 1744
12. 1745–1761 Abt Alexander Pellhammer, gestorben 25. Oktober 1761
13. 1761–1779 Martin(us) II. Hazi, gestorben 11./12. Mai 1779
14. 1779–1796 Abt Tezelin (Tecelin) Kazmayr (Katzmair), resignierte am 16. Juli 1796, gestorben 28. November 1798
15. 1796–1803 Abt Gerhard Führer, letzter Fürstenfelder Abt, erlebte Aufhebung am 18. März 1803 und Säkularisation, gestorben 4. April 1820

## Veranstaltungsforum Fürstenfeld

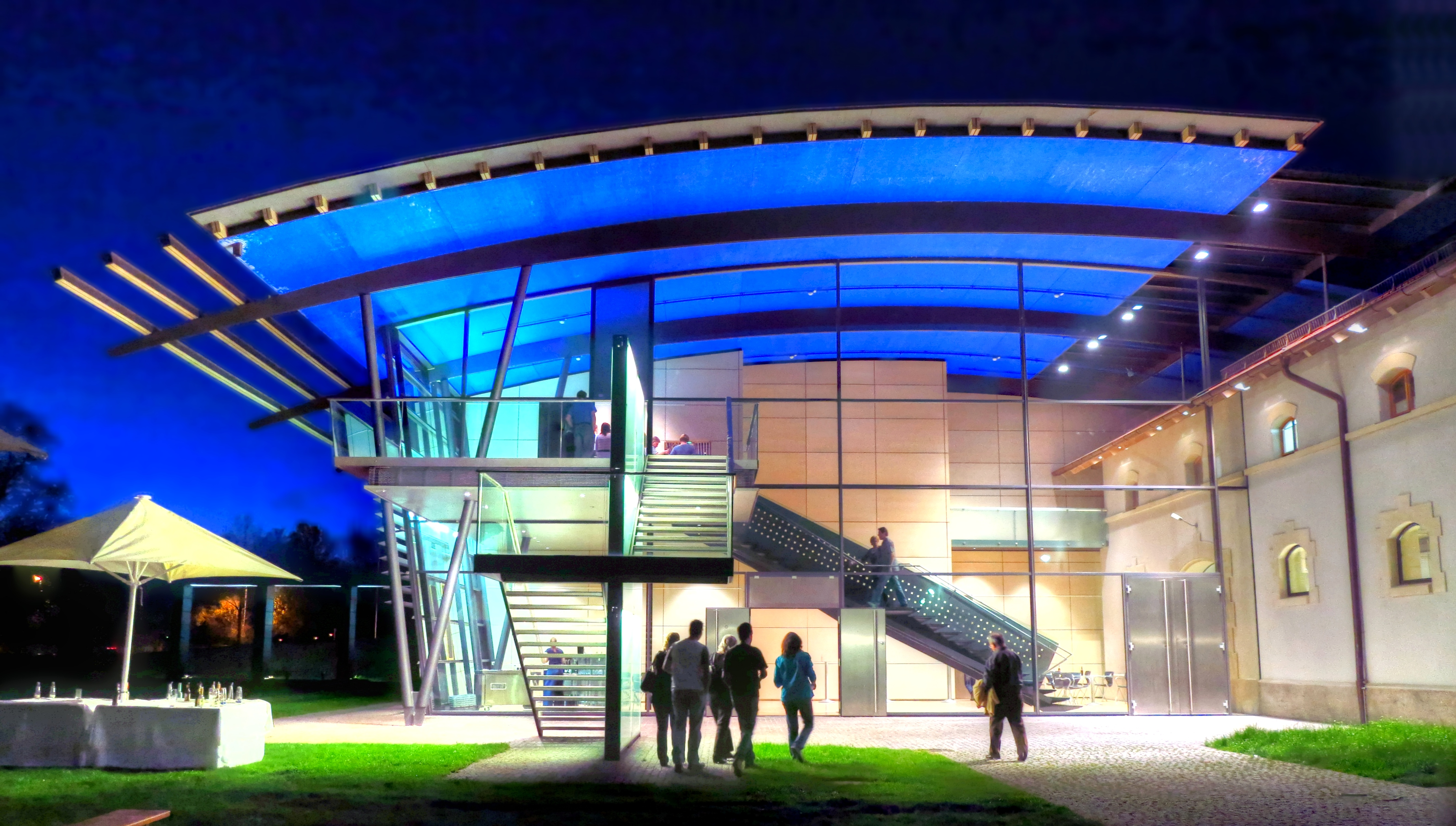
Stadtsaal im Veranstaltungsforum

Im historischen Areal des Klosters liegt das im Herbst 2001 eingeweihte Veranstaltungsforum Fürstenfeld. Nachdem die Stadt Fürstenfeldbruck 1979 die Ökonomiegebäude der Zisterzienserabtei erworben hatte, dauerte es danach über 20 Jahre, bis die Idee eines überregionalen Freizeit- und Kulturzentrums verwirklicht werden konnte. Neben und in baulicher Verbindung mit den restaurierten Ökonomiegebäuden wurde ein moderner Stadtsaalbau erstellt. Heute finden in der Gesamtanlage Veranstaltungen aller Art statt wie beispielsweise Weiterbildungsseminare, Tagungen, Theateraufführungen, Konzerte, Lesungen, Kabarett, Produktpräsentationen sowie jahreszeitlich orientierte Veranstaltungen (z. B. Oster-, Weihnachtsmarkt).